# Joseph Pierce
Joseph Pierce (1842 – 3 tháng 1 năm 1916) là một binh sĩ người Mỹ, sinh ra ở Trung Quốc, ông chiến đấu ở Trung đoàn Bộ binh Connecticut số 14 trong Nội chiến Hoa Kỳ với quân hàm hạ sĩ. Sau chiến tranh, ông trở lại Connecticut và làm nghề thợ khắc bạc cho đến khi qua đời vào năm 1916.

## Tiểu sử
Joseph Pierce sinh ra ở Quảng Đông, Đại Thanh, vào năm 1842, ngày sinh chính xác của ông có sự mâu thuẫn. Amos Peck, một thuyền trưởng người Mỹ từ Berlin, Connecticut, đã đưa Pierce đến Hoa Kỳ vào năm 1853. Có một vài giai thoại kể lại hành trình Pierce từ Trung Quốc đến Hoa Kỳ. Có người kể lại cha của Pierce đã bán ông với giá sáu đô la, trong khi người khác cho rằng anh trai của Pierce đã bán ông với giá 50 đến 60 đô la. Tên gốc tiếng Trung của ông không được ghi chép lại; ông được đặt tên là "Joseph" vì thủy thủ đoàn trên tàu của Peck gọi ông là "Joe", và họ của Pierce bắt nguồn từ Tổng thống Hoa Kỳ thứ 14 Franklin Pierce. Sau khi ông đến Hoa Kỳ, Pierce sống cùng gia đình Peck ở Berlin, đi học và đến nhà thờ.

### Nội chiến
Pierce tình nguyện nhập ngũ vào ngày 26 tháng 7 năm 1862 tại New Britain, Connecticut. Sĩ quan tuyển mộ miêu tả Pierce cao 5 foot 5 inch (1,65 m), với "mắt đen, tóc đen và nước da ngăm đen". Ông được tập hợp vào Trung đoàn Bộ binh Connecticut số 14, rời Washington, D.C. vào ngày 25 tháng 8 năm đó. Trong một bài báo năm 2019, tác giả Angela He cho rằng Pierce có thể nhập ngũ vào một trung đoàn người da trắng vì ông nhập ngũ cùng với "các thành viên cộng đồng mà ông ấy cùng lớn lên", và kết luận Pierce được phân loại là người da trắng về mặt "địa vị xã hội lớn hơn ngoài chiến tranh".
Theo nhà sử học R. L. McCunn, Pierce đã tham chiến trong Trận Antietam, ngã xuống hàng rào và bị thương ở lưng. Ông được đưa đi chữa trị tại một bệnh viện ở Alexandria, Virginia. Vào tháng 11 và tháng 12, ông bình phục rồi làm việc tại một trại dưỡng bệnh, nhưng đến mùa xuân năm 1863, ông quay lại bệnh viện. Ông trở lại đơn vị của mình vào tháng 5 năm 1863 và tham chiến Trận Gettysburg. Tuy nhiên, Irving D. Moy khẳng định Pierce không tham chiến Trận Antietam do đau ốm, dù vậy ông thừa nhận Pierce đã tham chiến Trận Chancellorsville và Gettysburg.
Pierce được thăng quân hàm hạ sĩ vào ngày 1 tháng 11 năm 1863. Ngày 9 tháng 2 năm 1864, ông được cử trở lại New Haven để làm nhiệm vụ tuyển mộ. Ông trở lại trung đoàn vào cuối năm 1864, và giải ngũ cùng đồng đội vào ngày 31 tháng 5 năm 1865.

### Hậu chiến
Sau khi Pierce giải ngũ vào ngày 10 tháng 6 năm 1865, ông đến New Britain làm nông dân. Sau đó ông chuyển từ New Britain đến Meriden vào năm 1868 và học nghề khắc bạc trong hai năm tiếp theo. Ông làm nghề thợ khắc bạc trong suốt phần đời còn lại. Vào ngày 21 tháng 11 năm 1876, Pierce kết hôn với Martha Morgan, 18 tuổi đến từ Portland, Connecticut. Họ có một con gái và hai con trai. Trong cuộc thống kê dân số Hoa Kỳ năm 1880, Pierce đã đăng ký chủng tộc của mình là "người Trung Quốc" nhưng do Đạo luật loại trừ người Trung Quốc năm 1882, ông ghi chủng tộc của mình là "người Nhật" trong cuộc điều tra dân số năm 1890. Gia đình Pierce tham gia Nhà thờ Tân giáo Giám lý Trinity ở Meriden, nơi Pierce được rửa tội vào ngày 6 tháng 11 năm 1892.
Pierce bắt đầu nhận tiền trợ cấp hưu trí vào khoảng năm 1890, nhưng một báo cáo năm 1899 của tờ The New York Times cho rằng Pierce nhận tiền trợ cấp vào năm 1891. Pierce kiến nghị tăng tiền trợ cấp do chấn thương và bệnh tật nhưng không được cấp cho đến năm 1907. Ông qua đời vào ngày 3 tháng 1 năm 1916, do mắc nhiều bệnh như cúm, xơ cứng động mạch và viêm phế quản mãn tính. Ông được an táng tại Nghĩa trang Walnut Grove, Meriden.

### Trích dẫn
1. 1 2  Moy 2010, tr. 21.
2. ↑  Moy 2010, tr. 21,29.
3. 1 2  Moy 2010, tr. 31.
4. ↑  McCunn 1995, tr. 162.
5. ↑  Moy 2010, tr. 29–30.
6. ↑  McCunn 1995, tr. 161.
7. ↑  Moy 2010, tr. 60.
8. 1 2  Moy 2010, tr. 30.
9. ↑  Moy 2010, tr. 32.
10. ↑  He 2019, tr. 64.
11. ↑  He 2019, tr. 69.
12. 1 2 3  McCunn 1995, tr. 163.
13. ↑  Moy 2010, tr. 37.
14. 1 2  Moy 2010, tr. 48–49.
15. ↑  Moy 2010, tr. 50.
16. ↑  Moy 2010, tr. 51.
17. ↑  Moy 2010, tr. 54.
18. ↑  Moy 2010, tr. 51–52.
19. ↑  Moy 2010, tr. 52.
20. 1 2  Moy 2010, tr. 53.
21. ↑  The New York Times 1899.
22. ↑  McCunn 1995, tr. 164.
23. ↑  McCunn 1995, tr. 165.

### Báo chí
- "CHINAMEN WHO GET PENSIONS.; Ah Yu, Who Serve on the Olympia, Not the First on the Lists". The New York Times. ngày 29 tháng 7 năm 1899.

### Tập san học thuật
- He, Angela (2019). "'Mulatto, Indian, or What': The Racialization of Chinese Soldiers and the American Civil War". The Gettysburg College Journal of the Civil War Era. Quyển 9 số 5. Bản gốc lưu trữ ngày 19 tháng 12 năm 2023.
- McCunn, Ruthanne Lum (1995). "Chinese in the Civil War: Ten Who Served" (PDF). Chinese America: History & Perspectives. Quyển 10. Bản gốc (PDF) lưu trữ ngày 5 tháng 3 năm 2024.

### Sách
- Moy, Irving D. (2010). An American Journey: My Father, Abraham Lincoln, Joseph Pierce, and Me. N/a: Irving David Moy. ISBN 978-0-557-51066-5. OCLC 893105052.